# 国立科学捜査研究院
国立科学捜査研究院（こくりつかがくそうさけんきゅういん）は、行政安全部に所属する大韓民国の研究機関である。犯罪捜査にかかわる迅速・正確な鑑定を実施し、科学捜査を支援することによって、健全な社会秩序の維持と国民の人権保護をはかるとしている。
1955年3月25日、国立科学捜査研究所が内務省所属機関として設立された。2010年8月10日、国立科学捜査研究院に昇格。2013年12月12日、江原道原州市に本院を移転した。ソウル特別市、釜山広域市、大邱広域市、光州広域市、大田広域市に分院が置かれている。